# Visconde de Seisal
Visconde de Seisal é um título nobiliárquico criado por D. Fernando II de Portugal, Regente na menoridade de D. Pedro V de Portugal, por Decreto de 10 de Janeiro de 1854, em favor de José Maurício Correia Henriques, antes 1.º Barão de Seisal e depois 1.º Conde de Seisal.
Titulares
1. José Maurício Correia Henriques, 1.º Barão, 1.º Visconde e 1.º Conde de Seisal;
2. Pedro Maurício Correia Henriques, 2.º Visconde e 2.º Conde de Seisal.